# Cephalozia reclusa
Cephalozia reclusa là một loài rêu tản trong họ Cephaloziaceae. Loài này được (Taylor) Dumort. miêu tả khoa học lần đầu tiên năm 1874.